# Schatzfund von Rembrechts
Als Schatzfund von Rembrechts wird ein 1933 bei Rembrechts entdeckter Schatz aus römischer Zeit bezeichnet.

## Fundort
Der Fundort befindet sich rund 100 Meter nördlich des heute zum Wangener Ortsteil Schomburg gehörenden Weilers Rembrechts im baden-württembergischen Landkreis Ravensburg.

## Geschichte
Der Landwirt Josef Breg stieß am 29./30. September 1933 bei Neuanlage seines Hopfenfeldes in etwa zwanzig Zentimeter Tiefe auf einen durch Grünspan zusammengebackenen Klumpen aus Schmuck und Münzen. Nachdem schon kleine Teile des Schatzes in andere Hände gelangt waren, gelang es, den gesamten Fund wieder zu vereinigen und für die Staatliche Altertümersammlung Stuttgart zu erwerben.
Aufgrund der gefundenen Münzen ist der Schatz auf das 3. Jahrhundert zu datieren: Die Schlussmünzen zeigen den römischen Kaiser Severus Alexander (208–235) und wurden im Jahr 230 geprägt. Es ist anzunehmen, dass der Schatz um 233 niedergelegt wurde, wahrscheinlich im Zusammenhang mit den Angriffen der Alamannen, die während dieser Zeit das Hinterland des obergermanisch-rätischen Limes einnahmen.
Heute ist der Schatzfund Teil der Dauerausstellung Legendäre MeisterWerke – Kulturgeschichte(n) aus Württemberg des Landesmuseums Württemberg in Stuttgart.

## Beschreibung
Der Schatz von Rembrechts enthält insgesamt 110 Fundstücke.

### Münzen
Die 82 Denare und sechs Großbronzen zeigen insgesamt 15 römische Kaiser oder Herrscher. Die älteste Münze stammt aus der Zeit des Marcus Antonius (reg. 44 v. Chr.–31 v. Chr.). Die anderen Münzen zeigen unter anderem Hadrian (2 Münzen; reg. 117–138), Commodus (1 Münze; reg. 180–192), Septimius Severus (11 Münzen; reg. 193–211), Caracalla (12 Münzen; reg. 211–217), Elagabalus (17 Münzen; reg. 218–222) und eben Severus Alexander (20 Münzen; reg. 222–235). 23 der Münzen stammen aus dem letzten Jahrzehnt (220 bis 230) vor der Vergrabung.

### Schmuck
Zum Schatz gehören unter anderem zwei Doppelringe, drei Fingerringe, zwei ovale Armreife, zwei Halsketten, vier halbmondförmige Anhänger, zwei Zierscheiben, eine Schnalle und drei Glasperlen.

#### Armreife
Die beiden flachen, offenen, ovalen Armreife haben einen Durchmesser von 74 bzw. 78 Millimeter, sind an den Enden stark verbreitert und durch gravierte Linien verziert.
Anmerkung: Reifen, die wohl aus der selben Werkstatt stammen und den Armreifen aus Rembrechts in allen Einzelheiten gleichen, wurden als Beigaben in einem bronzezeitlichen Grabhügel bei Wilsingen im Landkreis Reutlingen gefunden, ähnliche Reifen enthält der Schatzfund von Wiggensbach im Landkreis Oberallgäu.

#### Doppelringe
Der eine Doppelring besteht aus zwei gleichen zusammengelöteten Silberringen, denen auf den verbreiterten Seiten je eine rhombische Platte aufgelegt ist. Die Platten sind die hervorstechenden Merkmale der Ringe und mit je neun kleinen Silberperlen durch Punzung besetzt.
Zwischen den beiden gleichen Einzelringen des anderen, 17 Millimeter breiten Doppelrings befindet sich ein geperlter Draht. Die beiden rhombischen Platten, die wesentlichen Schmuckelemente dieser Ringe, sind mit je 25 Silberperlen und an den spitzen Enden mit je drei Perlen in Blattform besetzt. Zwischen den Rhomben der Einzelringe sind zwei Reihen Perlen aufgelötet.

#### Einzelringe
Ein Ring besitzt eine stark verbreiterte Vorderseite, die mit der Inschrift NIX (oder XIN) versehen ist, zwei weitere Fingerringe wurden aus einem beidseitig in einen langen dünnen Faden ausgezogenen kantigen Draht hergestellt, dessen Enden zu miteinander verschlungenen Spiralen ausgeführt sind.

#### Halsketten
Zum Schatzfund von Rembrechts gehören Teile von neun Gliedern und sechs Perlen einer Kette aus 35 Millimeter langen, stabartig aus je einem Draht geformten Einzelgliedern, Teile einer aus in Form einer 8 gebogenen Drahtgliedern – insgesamt noch 150 Millimeter lang, sowie die Reste einer enggeflochtenen Silberschnur.
Anmerkung: Ähnliche oder gleichartige Ketten wurden unter anderem auch bei Ausgrabungen in Hettingen (Landkreis Sigmaringen), im Kastell Pfünz (Landkreis Eichstätt) sowie in Lunnern (Kanton Zürich) gefunden.

#### Schnalle
Die 34 Millimeter breite, vierkantige Omegaschnalle, ebenfalls aus Silber gefertigt, ist auf der inneren und äußeren Kante mit je einem Perlstab, auf den beiden seitlichen Kanten mit einer Wellenlinie und an den zurückgebogenen Enden mit je einem reich profilierten Doppelknopf verziert.

#### Zierscheiben
Die beiden Zierscheiben haben einen Durchmesser von jeweils etwa 46 Millimeter.  Eine Scheibe ist durch ein vierarmiges Kreuz verziert, die andere Scheibe besitzt am Rand zwei angenietete Ösen und ist mit einem dreiarmigen Kreuz sowie sieben mit Silberblechen unterlegten und genieteten Knöpfen verziert.